# Via uretral
Via uretral é uma via de administração onde medicamentos são aplicados na uretra. Como ejemplo  de medicamento aplicado por esta via temos a xilo

caína em geléia utilizada como anestésico para procedimentos médicos como  cistoscopia, cateterização, exploração por sonda e outros.